# Rugby Club de Zéramdine
Le Rugby Club de Zéramdine est un club tunisien de rugby à XV basé à Zéramdine.